# Hyundai Matrix

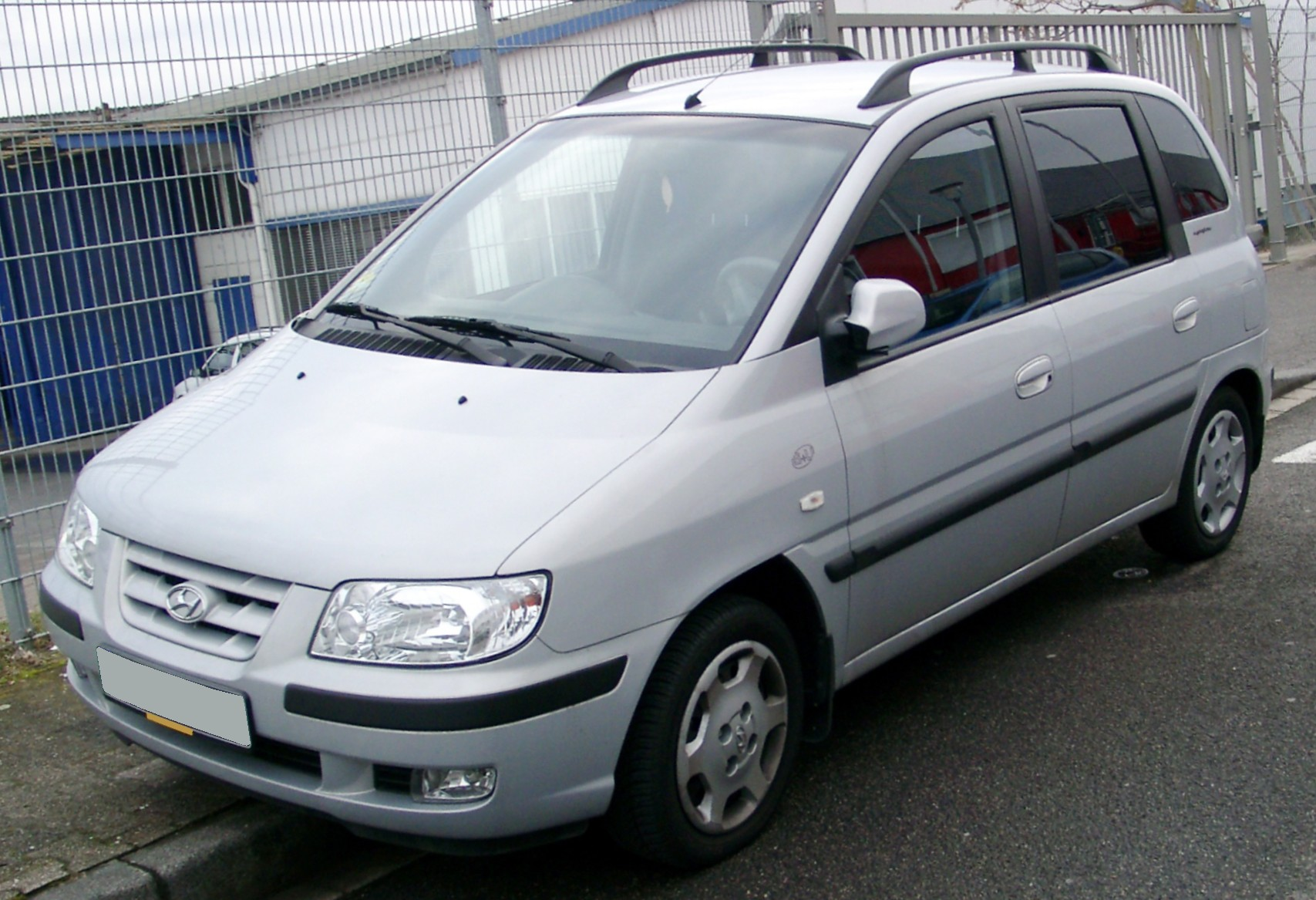
2000-2003.

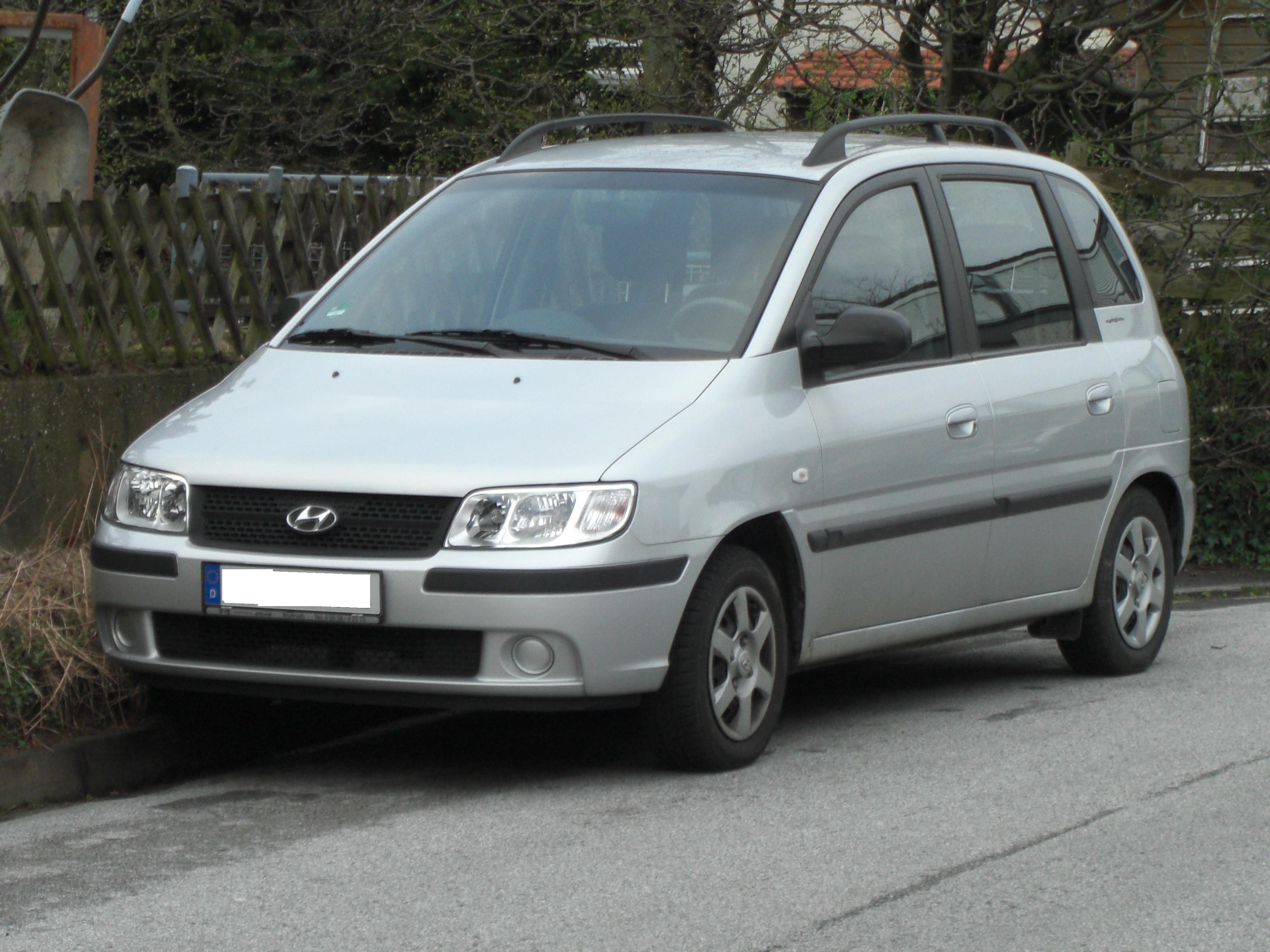
2004-2007.

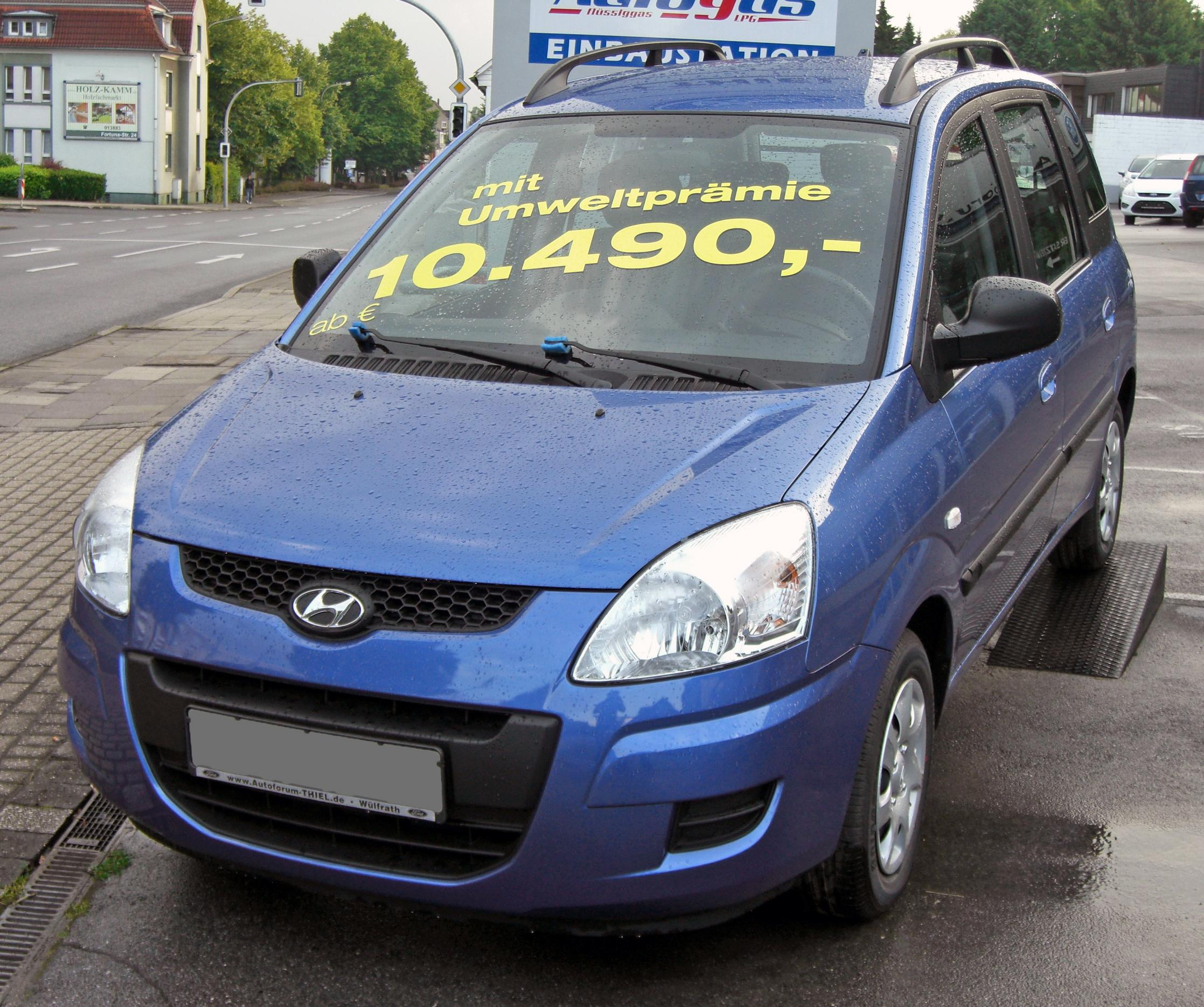
2008-2010.

El Hyundai Matrix o Lavita, -internamente FC- es un monovolumen del Segmento C producido por el fabricante surcoreano Hyundai Motor Company desde el año 2000 hasta 2010. Su diseño se basa en el automóvil conceptual Hyundai FC -por "Family Car"-, desarrollado en Europa y presentado en el Salón del Automóvil de Leipzig de 2000. Ha sido sustituido en la mayoría de los mercados por el triplete Hyundai ix20, Kia Venga, Kia Soul.

## Posicionamiento
Es un cinco plazas con motor delantero transversal y tracción delantera, basado en la plataforma estrenada por la tercera generación del Hyundai Elantra y que también utilizó el Kia Cerato de primera generación, ambos del segmento C aunque sus dimensiones le permitieron competir también en el segmento B. Con el Elantra comparte la misma batalla -fruto de la utilización del mismo chasis-, así como trenes, motores y elementos menores tales como manillas puertas, interruptores y mandos. En algunos mercados se comercializó como Elantra LaVita para evitar entrar en colisión con el Toyota Matrix del mismo nombre.
Pionero del segmento de los monovolúmenes compactos en Europa, destacaba por su relativa modularidad interior, más en línea con el estilo japonés que con el europeo de asientos independientes y desmontables.
El controvertido diseño de líneas rectas se encargó a Pininfarina, muy alejado de las formas bulbosas del resto de la gama y con un intencional estilo europeo (de ahí el nombre Elantra "LaVita" con el que se comercializó en Asia), para competir con un solo modelo en mercados muy distintos en un nicho en crecimiento.
Diseñado con la vista puesta en los entonces superventas asiáticos Mitsubishi Space Star/Mitsubishi Expo, tuvo gran aceptación en Asia y Oceanía donde además compitió con los Toyota Avanza, Nissan Livina y con el también coreano Daewoo Tacuma. En Europa fue uno de los pioneros del segmento donde compitió por precio con los primeros monovolúmenes compactos como el Renault Scenic y el Fiat Multipla y posteriormente también con modelos del nuevo segmento B como Renault Modus, Opel Meriva y Fiat Idea. Igualmente se comercializó con éxito en mercados emergentes de África y Latinoamérica donde compitió con el Volkswagen Suran.

## Fabricación
Su fabricación se llevó a cabo en la planta coreana de Ulsan, siendo después fabricado fuera de Corea en Izmit (Turquía) en un joint venture con el grupo Kibar, en Taiwán, en Tailandia por el grupo Inokom -donde es conocido como Inokom Matrix- y en China por Huatai Automobile Co., comercializado como Huatai Matrix.

## Series
El Matrix recibió una reestilización menor en 2005 -paragolpes, parrilla, grupos ópticos, etc-, con distintas especificaciones según fuesen vehículos destinados al mercado europeo, asiático o a emergentes. En 2008 recibió otra mayor que unificaba su frontal con el de sus contemporáneos de la nueva familia "i" i10, i20 e i30, y trataba de disimular la característica línea de cintura del diseño original de Pininfarina con un resultado calificado de "incongruente" por la prensa especializada. En interior permaneció invariado.
Esta última versión no se llegó a comercializar en todos los mercados, manteniéndose la segunda hasta el final de la vida comercial del modelo.

## Mecánica
Los motores gasolina, todos de cuatro cilindros en línea, formaban parte de las familias "alpha" SOHC 1.6 litros de 90 CV, "Alpha II" (G4XD/G4ED)  DOCH 16 válvulas 1.6 litros de 103 CV y "beta" (G4GB) DOHC 16V 1.8 de 122 CV,  en referencia a ser estos el primer y segundo motor realizados por la propia marca.
Los Diésel inicialmente utilizaron el motor R 315 SOHC de VM Motori, (posteriormente absorbida por Detroit Diesel), conocido internamente como D3EA, es un 3 cilindros en línea SOHC de 1.5 litros con turbocompresor de geometría fija y 82 CV utilizado solo para el mercado europeo donde este tipo de motorización es imprescindible, voluntarioso pero menos refinado y económico que la competencia fue definitivamente sustituido en 2005 por un cuatro cilindros también de 1.5 litros de la familia "U" de la propia marca; (el D4FA), que con turbocompresor de geometría variable entrega 102 o 110 CV.  Ambos poseen inyección directa con alimentación por common-rail. Las cajas de cambios disponibles son una automática de cuatro marchas y una manual de cinco marchas.
Las suspensiones compartidas con el Hyundai Elantra Mk lll utilizaban un sistema McPherson en ambos trenes, con el típico esquema Camuffo de inspiración Lancia en el trasero -conjunto McPherson de muelle/amortiguador junto con un brazo longitudinal y dos brazos transversales por tren-, común en muchos vehículos asiáticos de la época, disposición responsable de un comportamiento en carretera destacable. Precisamente los voluminosos conjuntos de la suspensión McPherson condicionaban la capacidad del maletero -con unos exiguos 354 litros con los asientos en su posición más desfavorable- una de las características menos positivas del modelo.